# Intelektualizm etyczny
Intelektualizm etyczny – pogląd głoszący, że postępowanie człowieka zależy wyłącznie od jego wiedzy na temat dobra i zła. Człowiek wiedzący co dobre nie może czynić źle – jeśli zatem źle postępuje, oznacza to, że jego wiedza na temat dobra jest niepełna. 
Sformułowanie tego stanowiska przypisuje się Sokratesowi, który pierwszy twierdził, że grecka αρετη (areté) – szeroko pojmowana cnota – tożsama jest z επιστημη (episteme) – wiedzą, poznaniem naukowym.
Jak podaje Arystoteles w Etyce eudemejskiej (1216 b):
Sądził przecież (Sokrates), że każda cnota jest wiedzą, z czego wynikało, że kto wie o sprawiedliwości, jest sprawiedliwy.
Podobnie pisze Ksenofont w swoich Wspomnieniach o Sokratesie (III 9, 5):
Sokrates mówił, że sprawiedliwość i każda inna cnota jest mądrością, bo sprawiedliwe i w ogóle wszystkie cnotliwe czyny są piękne i dobre. Mówił dalej, że ani ci, którzy posiadają ich wiedzę (tj. wiedzę o cnotach), nie wybiorą zamiast nich niczego innego, ani też ci, którzy jej nie posiadają nie mogą ich dokonywać, lecz jeśli nawet spróbują, to błądzą.
Konsekwencją tego poglądu było twierdzenie, że cnoty można się nauczyć, wbrew elitarnym poglądom arystokratów, że jest ona czymś przyrodzonym. Dalej, cnota, jako tożsama z wiedzą, jest jedna i nie można być cnotliwym w pewnej dziedzinie, a w innej już nie.
Przekonanie to musiało prowadzić do paradoksów, które dostrzegał sam Sokrates. W Hippiaszu Mniejszym znajdujemy między innymi taki ustęp:
Bo mnie się wydaje, Hippiaszu, coś całkiem przeciwnego niż ty mówisz. Ci, którzy szkodzą ludziom i krzywdzą ich, i oszukują, i uchybiają prawu rozmyślnie, a nie mimo woli, ci mi się wydają lepsi, niż ci co mimo woli. Niekiedy znowu wydaje mi się wprost przeciwnie; więc błąkam się na tym punkcie: oczywista dlatego, że nie mam wiedzy.
Wybrnąć z problemu można jedynie zajmując nieludzką postawę albo-albo: kto źle czyni, nie może wiedzieć; kto wie, nie może czynić źle, opisaną wyżej przez Ksenofonta. Postawa ta dostępna jest jedynie (jeśli w ogóle) nielicznym. Jak zauważył Owidiusz w Metamorfozach (VII 20-21):
widzę i pochwalam to, co lepsze, lecz wybieram gorsze.